# Ugo d'Alatri
Ugo d'Alatri (né vers 1038 à Alatri dans le Latium, Italie, alors dans les États pontificaux, et mort fin 1120 ou 1121) est un cardinal italien de l'Église catholique du XIIe siècle, nommé par le pape Pascal II.

## Biographie
D'Alatri étudie à l'abbaye du Mont-Cassin et est notamment sous-diacre apostolique et auditeur au Palais du Vatican.
Le pape Pascal II le  crée  cardinal  lors du consistoire de 1105. Il participe à l'élection de Gélase II en 1118 et aide le pape à s'échapper[Quoi ?] à Gaète et à Capoue. Ugo d'Alatri rétablit l'ordre aux Pouilles et est légat près du roi Roger II de Sicile. Il est nommé chancelier de la Sainte-Église par le nouveau pape Calixte II.